# Szérumfutás
1925 januárjában a nyugat-alaszkai Nome városában kezdődő diftériajárvány jelei mutatkoztak. A tél kellős közepén az oltóanyag odaszállításának egyetlen lehetséges módja a kutyaszán volt. Húsz hajtó és mintegy százötven kutya öt és fél nap alatt teljesítette a Nenana és Nome közötti 1085 kilométeres távot. A szérumfutás résztvevőinek hősiessége a korabeli sajtó és rádió egyik fő témája volt. A médiavisszhang jelentősen hozzájárult a védőoltások elterjesztéséért folytatott kampányhoz.
Az utolsó szakasz egységének vezérkutyája, Balto a New York-i Central Parkban kapott szobrot. A szérumfutás emlékére rendezik meg 1967 óta az Iditarod kutyaszánhajtó-versenyt, valamint 1997 óta a kutya- és motoros szánokkal az eredeti útvonalon zajló Serum Run 25 túrát.

## A járvány
Nome és a környező települések egyetlen orvosa Curtis Welch volt, akinek 24 ágyas kórházában (Maynard Columbus Hospital) négy nővér segédkezett. 1924 nyarán a rendelkezésére álló nyolcezer egységnyi diftéria elleni oltás szavatossága lejárt, ezért újakat rendelt Juneau-ból, de azok nem érkeztek meg a kikötő használhatatlanná válása előtt.
Nem sokkal azután, hogy az utolsó hajó (az Alameda) elhagyta a várost, egy a közeli Holy Cross faluban lakó kétéves inuit gyereken a diftéria tünetei mutatkoztak, Welch azonban – mivel sem a családban, sem a közösség más tagjain nem észlelte őket – mandulagyulladásnak diagnosztizálta az esetet. A kisgyerek másnap reggelre meghalt. Az orvos december folyamán szokatlanul sok mandulagyulladásos beteggel találkozott, majd a hónap 28. napján egy újabb haláleset is történt. Welch boncolást akart végezni, de a gyermek anyja elutasította. Még két inuit gyerek halt meg, míg január 20-án a hároméves Bill Barnetten már egyértelműen a torokgyík tüneteit lehetett észlelni, torka és orrnyálkahártyája lepedékes volt. Welch nem akarta használni a lejárt oltóanyagot, mert attól tartott, hogy legyengíti a beteget. A kisfiú másnap meghalt.
Január 21-én a betegség előrehaladott stádiumában lévő hétéves Bessie Stanley már kapott a szérumból, de az hatástalan volt, a következő nap már ő sem élt. Welch aznap este a városi tanács sürgős összehívását kérte George Maynard polgármestertől. A gyűlésen bejelentette, hogy legalább egymillió egységnyi oltóanyagra lenne szüksége a járvány terjedésének megakadályozásához. A tanács karantént rendelt el, melynek felügyeletét Emily Morgan nővérre bízta.
Január 22-én a hadsereg segítségével rádiótáviratban értesítették az összes nagyobb alaszkai várost és a juneau-i kormányzót a közegészségügyi vészhelyzetről, majd a washingtoni közegészségügyi szolgálatot is. A táviratban Welch jelzi, hogy a diftériajárvány kitörése valószínűleg elkerülhetetlen, sürgős szüksége van egymillió egység diftéria elleni oltóanyagra, de ennek odaszállítása csak a posta útvonalán, vagyis a kutyaszánok váltójával lehetséges. Utal rá, hogy a territórium egészségügyi biztosától korábban már kért ellenanyagot, és hogy a terület fehér lakossága háromezer fő. (A távirat eredeti szövegét lásd itt.)
Január 24-ére még két halálos áldozat volt, Welch és Morgan további húsz esetet diagnosztizált, és ötven betegnél állt fenn a fertőzés gyanúja. A veszélyeztetettek száma a legrosszabb esetben tízezer fő volt (egész Északnyugat-Alaszka népessége), a halálozási arány a szérum nélkül a 100%-hoz közelített volna. Az 1918–19-es influenzajárvány Északnyugat-Alaszkában 1000, a terület többi részén 2000 áldozatot szedett, főként a betegség ellen természetes védettséggel nem rendelkező inuitok közül. Nome bennszülött lakosságának felét, egész Alaszka bennszülött lakosságának 8%-át elpusztította.

## A művelet megszervezése
Január 24-én az egészségügyi bizottság ülésén Mark Summers az aranylelőhelyeket felügyelő Hammon Társaságtól azt javasolta, hogy két kutyaszánnal oldják meg a szállítást: az egyik Nenanából induljon, a másik Nome-ból, és Nulatónál találkozzanak. A második, oda-vissza 1014 km-es szakaszt egyik alkalmazottja, a norvég Leonhard Seppala teljesítette volna, aki korábban a Nome-Nulato útvonalon négy nap alatt ment végig, és már ekkor félig-meddig legendás alak volt, Togo nevű vezérkutyája nem kevésbé.
Maynard polgármester a szérum légi úton való szállítását szorgalmazta. 1924 februárjában Carl Ben Eilson az USA postahivatala által felszerelt, megbízhatónak számító De Havilland gépével először repült téli körülmények között Fairbanksből McGrathba. Eilson összesen nyolc utat tett, a leghosszabb közülük mindössze 418 km-es volt, és a -23 °C-os hidegben annyi ruhát kellett magára vennie, hogy az már a vezetésben is akadályozta, leszálláskor többször is összetörte a gépet.
1925-ben Alaszkában mindössze három működő repülő volt: a Fairbanks Airplane Corporation első világháborús kétfedelű Standard J-1-ei, amelyeket télre üzemen kívül helyeztek (szétszerelték őket), mivel nyitott pilótafülkéik és vízhűtéses motorjaik voltak. A velük repülő két pilóta az USA más területein tartózkodott, így Dan Sutherland képviselő megpróbált engedélyt szerezni egy gyakorlatlan pilóta, Roy Darling számára.
A gyorsabb, de annál bizonytalanabb megoldást az egészségügyi bizottság végül egyhangúlag elvetette. Seppalát még aznap este értesítették, s ő azonnal nekilátott a felkészülésnek.
Az USA közegészségügyi hivatala a nyugati part kórházaiból 1,1 millió egység diftéria elleni szérumot tudott összegyűjteni, amelyeket előbb Seattle-be, majd onnan Alaszkába lehetett volna szállítani. A következő északra tartó hajó az Alameda volt, de nem érkezett volna meg Seattle-be január 31. előtt, onnan pedig még hat-hét napig tart az út Sewardig. Január 26-án az Anchorage Railroad Hospital sebészfőorvosa, John Beeson jelentette, hogy kórházukban 300 ezer egység ellenanyag található. Scott Bone kormányzó utasítására a szérumot becsomagolták és Frank Knight jóvoltából másnapra már Nenanában volt. Ez a mennyiség ugyan nem volt elég a járvány legyőzésére, de arra igen, hogy terjedését az öböl menti területre korlátozzák, amíg a nagyobb szállítmány is megérkezik.
Mialatt a szérum Nenana felé tartott Bone utasította Edward Wetzlert, a posta felügyelőjét, hogy a Nulatóig tartó szakaszra szervezzen meg egy több egységből álló futárláncot, amelynek résztvevői éjjel-nappal úton lennének, hogy a szérumcsomag minél előbb eljusson Seppalához.

## A szérumfutás
Wetzler megkereste Tom Parsont, a Fairbanks és Unalakleet közötti postaforgalmat bonyolító Northern Commercial Company ügynökét. Ő telefon és távirat útján visszarendelte embereit állomáshelyeikre (roadhouse). A posta alkalmazottai – akik nehéz munkájuk miatt megbecsült emberek voltak – között voltak a legjobb kutyaszánhajtók, többségük atapaszka származású.
A váltó első egysége „Wild Bill” Shannon volt, aki január 27-én este 9 órakor vette fel a kilenc kilogrammos csomagot a nenanai vasútállomáson, és azonnal nekivágott az útnak, kilenc még tapasztalatlan kutyájával (vezérkutyáját Blackie-nek hívták). Az indulásakor a -45 °C-os hőmérséklet később tovább süllyedt, Shannon a szán mellett futott, hogy ki ne hűljön, de így is hipotermiás állapotba került. Egy szakaszon le kellett térniük a lovak által tönkretett ösvényről a folyó jegére. Hajnali háromra ért Mintóba, arca egyes részein fagyási sérülések voltak, a hőmérséklet ekkor már -52 °C volt. Tüzet rakott és felmelegítette a szérumot, majd négy órányi pihenés után három kutyáját hátrahagyva tovább indult. (Nem sokkal azután, hogy visszatért értük, a kutyák elpusztultak, és egy negyedik szánhúzóját is elvesztette.)
A félig atapaszka származású Edgar Kallands előző éjszaka ért Mintóba, de innen visszaküldték Tolovanába, így a váltás előtti napon 113 km-t utazott. A kutyáival együtt rossz állapotban lévő Shannon délelőtt 11-kor adta át neki a szérumot, melyet ismét felmelegítettek, mielőtt Kallands elindult volna. A hőmérséklet -49 °C volt; a Manley Hot Springsben lévő menedékház tulajdonosának – egy beszámoló szerint – forró vizet kellett fröcskölnie Kalland kezeire, hogy az el tudja engedni a szánt.
Január 28-án nem, de a következő nap két újabb diftériás esetet fedeztek fel. A karantént ugyan nem szegték meg, de hatástalan volt, mivel gyorsan terjedő fertőzéssel álltak szemben, és a diagnosztikai eszközök is elégtelenek voltak. Közben Juneau-ban is találtak valamennyi szérumot (csak súlya ismert, annak alapján kb. 125 ezer egység lehetett, ez 4-6 beteg kezelésére elég). A krízis az újságok címlapjára került, többek között San Franciscóban, Clevelandben, Washingtonban és New Yorkban, és az akkor még terjedőfélben lévő rádió is beszámolt róla.
Január 30-án bekövetkezett az ötödik haláleset. Maynard és Sutherland ismét az oltóanyag légi úton való szállítása mellett kezdtek érvelni. Az eredeti terv, a Fairbanksből indított repülőgép mellett felvetettek két újat is: az első szerint egy nagyobb gép Seattle-ből indulva repülne Nome-ba (ez 3200 km), a második szerint a haditengerészet egy hajója a jégpáncél széléig szállíthatna egy repülőt, amely aztán a befagyott tengerről szállna fel. A terveket egyes újságok, kormányzati intézmények, sőt még maga Roald Amundsen is támogatta, ugyanakkor tapasztalt pilóták, a haditengerészet és Bone kormányzó is egyértelműen elvetette őket. Thompson újságja ismét támadó hangvételűvé vált.
Bone a tiltakozásra válaszul úgy döntött, hogy még gyorsabbá teszi a váltót és a Seppalára eső hosszú utat is több csapat közt osztja fel. A norvégnak kellett teljesítenie a befagyott Norton-öblön átvezető legveszélyesebb szakaszt, de mivel a kis falukban, amiken áthaladt a korábban megbeszélt találkozási pont felé, nem volt kiépítve se telefon-, se távíróvonal, nem lehetett értesíteni arról, hogy Shaktooliknál várakozzon. A terv sikere így attól függött, hogy az egyik északról érkező hajtó keresztezi-e Seppala útját.
Manley Hot Springstől a csomagot nagyrészt atapaszka hajtók szállították. George Nollner január 30-án hajnali 3 órakor adta át Charlie Evansnek a Bishop-hegynél. A pár fokkal emelkedő hőmérséklet ismét esett, -52 °C-ig. Evansnek a Koyukuk folyó egy olyan pontján kellett átkelnie, ahol a víz feltörte a jeget, ráadásul sűrű köd volt, így teljesen a vezérkutyáira kellett hagyatkoznia; a két rövidszőrű keveréknek azonban elfelejtette feltenni a nyúlbőrből készült lágyékvédőket, s azok fagyási sérüléseik miatt összeestek. A Nulatóig hátra lévő úton neki magának kellett vezetnie a csapatot. Délelőtt 10-kor érkezett meg, a két kutya akkorra már elpusztult. A következő, Tommy Patsy fél óra múlva úton volt.
Patsy Kaltagnál adta át a csomagot Jackscrewnak, az utána következő Victor Anagick pedig január 31-én hajnali 5-kor ért Unalakleetbe. Az innen induló Myles Gonangnan a közelgő vihar miatt nem vághatott át az öböl jegén, a hegyek közötti utat kellett választania. A partra érve a látási viszonyok javultak, de az erős szél -57 °C-ra hűtötte a levegőt. Délután 3 órakor ért Shaktoolikba, ahol Seppala helyett Henry Ivanoff várta.
Ivanoff és csapata alig hagyta el Shaktoolikot, amikor egy rénszarvasba rohant, a szán kötelei összegabalyodtak. Az épp ekkor érkező Seppala kis híján elment mellette, csak Ivanoff kiabálását vette észre. (Leonhard Seppala és Togo által vezetett kutyái január 27-én indultak Nome-ból és már 274 km-t tettek meg.)
Január 30-án a diftériás betegek száma elérte a huszonhetet, a lejárt ellenanyag elfogyott. Welch doktor a Gonanganről kapott jelentések alapján úgy gondolta, a szérum február első napjára Nome-ban lehet.
A helyzet rosszabbodásának hírére a sötétedéskor Ungalikhoz érő Seppala úgy döntött, hogy a közelgő vihar ellenére ismét a Norton-öböl jegén vágnak keresztül (Shaktoolik felé jövet is a rövidebb utat választotta). A hőmérséklet -35 °C volt, de a jeges szél miatt az emberi és az állati szervezet ezt majd' kétszer hidegebbnek érezte. Seppala és kutyái este 8 órára értek a túlparton lévő Isaac's Pointhoz. Egy nap alatt 135 km-t tettek meg, azaz óránként átlag 13 km-t. Pihentek, majd hajnali 2-kor tovább indultak, az egyre erősödő viharban. Legalább 100 km/órás szél fújt, a hőmérséklet -40 °C-ig süllyedt. Továbbra is a befagyott öbölben haladtak a partvonalat követve, majd a Little McKinley-hegynél visszatérve a szárazföldre 1500 méteres szintkülönbséget kellett legyőzniük. A hegyről leereszkedve már Golovinba értek, ahol Charlie Olsen vette át a szérumot, február 1-jén délután 3 órakor.
E napon már a huszonnyolcadik esetet diagnosztizálták – az úton lévő szérummennyiség harminc ember kezeléséhez volt elég. A heves hóvihar és a 130 km/órás szél miatt Welch kérte, hogy a váltó álljon le, amíg tart a vihar, mivel a késés még mindig kisebb gondot jelentene, mint az egész szállítmány elvesztése. Üzenete Solomonig és Port Safetyig jutott el, mielőtt az összeköttetés megszakadt.
Olsent a szél lefújta az ösvényről, és a kezein több fagyási sérülést is szenvedett, amíg takarókba burkolta a kutyáit. A jeges szél hatását is beleszámítva továbbra is -55-60 °C között volt a hőmérséklet. Este 7-kor érkezett Bluffbe, nagyon rossz állapotban.
A következő hajtó, Gunnar Kaasen este 10 óráig várt, hogy a vihar alábbhagyjon, de az egyre rosszabb lett. Attól tartva, hogy az ösvényt elzárja a szél által összehordott hó, elindult. Az ellenszélben hóakadályokon, több folyón és a 180 méter magas Topkok-hegyen kelt át. A látási viszonyok helyenként olyan rosszak voltak, hogy a szánhoz legközelebb lévő kutyákat sem látta. Három kilométerrel Solomonon túl járt, amikor rájött, hogy áthaladt a pihenőponton; nem fordult vissza. Solomon után a viharos szél felborította a szánt, a szérumot tartalmazó henger leesett és elsüllyedt a hóban. Kaasen puszta kézzel ásta ki, kezei több helyen elfagytak.
A tervezettnél korábban, február 2-án hajnali 3-kor ért Point Safetybe, ahol az utolsó hajtó, Ed Rohn várakozott. Rohn azonban azt hitte, a váltót megállították Solomonban, így még nem készítette fel a kutyáit. Mivel az idő enyhült valamelyest és kutyái mozgásán nem látszott, hogy ki lennének merülve, Kaasen nekivágott a hátralévő 40 km-nek. Hajnali fél hatkor hajtott végig a nome-i Front Streeten. Egyetlen ampulla sem tört el, az oltóanyagot felolvasztották, délben már használható állapotban volt.
A váltó az 1085 km-es távot 127 és fél óra alatt teljesítette, embert és állatot próbáló körülmények között.

## A második szérumfutás
Miután a Solomonban élő Margaret Curran is megfertőződött, tartani lehetett tőle, hogy a betegség tovább terjed. Az 1,1 millió egységet tartalmazó második szállítmány január 31-én hagyta el Seattle-t az Admiral Watson fedélzetén. Doktor Welch kérte, hogy a szérum felét Fairbanksből repülővel szállítsák Nome-ba. Bone kormányzó egészségügyi tanácsosával egyeztetve úgy ítélte meg, hogy a járvány terjedése csökken, így egyelőre nem adta ki az engedélyt, de az előkészületeket nem állították le: próbarepülést végeztek, a haditengerészet egyik aknaszedő hajóját észak felé irányították, a hadsereg híradóit pedig utasították, hogy szükség esetén tüzekkel jelöljék ki a leszállópályát.
Február 3-áig a 300 ezer ampulla még mindig elegendő volt a járvány kézben tartására, de egy újabb haláleset – melynek valószínűleg nem volt köze a diftériához – nyugtalanságot keltett. A szállítmány február 7-én érkezett meg Alaszkába; Bone a nyomásnak engedve kettéosztatta, és engedélyezte, hogy egyik felét repülővel szállítsák. A gép motorja a hűtő sérülése miatt azonban túlmelegedett, így nem tudott felszállni február 8-án. A következő nap szintén műszaki probléma adódott, az akciót lefújták.
Közben (szintén február 8-án) a szállítmány másik felével megkezdte útját a második kutyaszán-váltó, melyben nagyrészt az első tagjai vettek részt, akik hasonlóan rossz körülmények között február 15-ére juttatták el Nome-ba az ellenanyagot.

## A szérumfutás utóélete
A járvány a hivatalos adatok szerint 5-7 halálos áldozatot követelt; de Welch becslése alapján a városon kívül élő eszkimók között legalább száz fertőzött volt, az elhunytakat azonban vélhetően saját szokásaik szerint eltemették, a hatóságot pedig nem értesítették. 1926-ban még negyvenhárman betegedtek meg, a friss szérummal azonban mindegyiküket sikeresen kezelték.
A résztvevőknek Calvin Coolidge elnök levélben fejezte ki elismerését, és a szenátus is megemlékezett róluk. Az első szérumfutás hajtói aranyérmeket kaptak a H. K. Mulford Társaságtól, Alaszka territórium kormányzata pedig fejenként 25 dollárt utalt ki nekik. Az országban több magánkezdeményezésű pénzgyűjtő akció is indult.
Gunnar Kaasen és csapata 1925 februárjától egy évig a nyugati partot járta, és egy 30 perces film is készült róluk (Balto's Race to Nome). Frederick Roth Balto kutyáról készült szobrát 1925. december 15-én leplezték le a New York-i Central Parkban. Balto és társai egy cirkuszhoz kerültek (nem mutatványosként, csak látványosságként), ahol rettenetes körülmények között tartották őket. Az ohiói Clevelandben élő gyerekek gyűjtöttek pénzt a kiszabadításukra, George Kimble vezetésével. Balto 1927. március 19-én hősnek kijáró fogadtatásban részesült új és utolsó lakhelyén, a clevelandi állatkertben. 1933. március 14-én pusztult el, preparált teste a Clevelandi Természettudományi Múzeumban látható.
A Kaasen és Balto körüli felhajtás sajnálatos módon háttérbe szorította a szérumfutás legnagyobb teljesítményt nyújtó egységét. Leonhard Seppala és Togo által vezetett kutyái összesen 420 km-t tettek meg Nome és Shaktoolik, majd az oltóanyagot szállítva Shaktoolik és Golovin között (ez önmagában 146 km, majd' kétszer hosszabb táv, mint bármelyik másik csapaté). Seppala felháborodott, amikor Balto szobrot kapott „dicsőséges teljesítményéért”, hisz ez legalább annyira megillette volna Togót is.
1926 októberében Seppala is körútra indult kutyáival, amelyen mindenütt hatalmas tömeg fogadta. A New York-i Madison Square Gardenben tíz napon keresztül fogadták a látogatókat; Togo aranyérmet kapott Roald Amundsentől. Új-Anglia államaiban több versenyen is részt vettek, nem akadván komoly ellenfélre. Seppala a csapat nagy részét egy a Maine állami Poland Springben található kutyatenyészetnek adta el – az USA-ban ma élő huskyk többségének vérvonalát ezen kutyák valamelyikére lehet visszavezetni. Seppala rendszeresen látogatta Togót, míg azt 1929. december 5-én elaltatták. Teste az Iditarod Múzeumban látható az alaszkai Wasillában.
A többi hajtó nem részesült ekkora figyelemben, egyedül Wild Bill Shannon és Blackie tett egy rövidebb turnét az országban. A média egyáltalán nem foglalkozott az atapaszka és inuit hajtókkal, akik a táv kétharmadát teljesítették.
A vészhelyzet egyértelművé tette, hogy a légi úton való személy- és áruszállítás megoldatlan probléma. Az 1925. február 2-án életbe lépő Kelly Act lehetővé tette a magán-légitársaságoknak, hogy postai küldemények kézbesítésére szerződjenek. E törvénynek és a technikai fejlődésnek köszönhetően egy évtizeden belül létrejött az alaszkai légiposta-hálózat. Utoljára 1938-ban szállították kutyaszánnal a postát, az útvonalakat lassan felszámolták, az utolsót 1963-ban. A hatvanas években a hómobilok megjelenésével az addig meghatározó közlekedési eszköz jóformán eltűnt – az 1970-es években sportként éledt újjá, főként az Iditarod versenyek jóvoltából.
1975-ben kutyaszánváltót rendeztek a szérumfutás útvonalán, a résztvevők között több egykori hajtó leszármazottja is ott volt. A távot kétszer annyi idő alatt tették meg, mint elődeik.
1985-ben Ronald Reagan elnök levélben fejezte ki elismerését a három még élő hajtónak, Charlie Evansnek, Edgar Nollnernek, és Bill McCartynak. Nollner távozott közülük utolsóként, 1999. január 18-án.

## Résztvevők
| A szérumfutás résztvevői | A szérumfutás résztvevői | A szérumfutás résztvevői          | A szérumfutás résztvevői |
| Nap                      | Hajtó                    | Útvonal                           | Táv                      |
| ------------------------ | ------------------------ | --------------------------------- | ------------------------ |
| január 27.               | „Wild” Bill Shannon      | Nenana – Tolovana                 | 84 km                    |
| január 28.               | Edgar Kallands           | Tolovana – Manley Hot Springs     | 50 km                    |
|                          | Dan Green                | Manley Hot Springs – Fish Lake    | 45 km                    |
|                          | Johnny Folger            | Fish Lake – Tanana                | 42 km                    |
| január 29.               | Sam Joseph               | Tanana – Kallands                 | 55 km                    |
|                          | Titus Nikolai            | Kallands – Nine Mile Cabin        | 39 km                    |
|                          | Dan Corning              | Nine Mile Cabin – Kokrines        | 48 km                    |
|                          | Harry Pitka              | Kokrines – Ruby                   | 48 km                    |
|                          | Bill McCarty             | Ruby – Whiskey Creek              | 45 km                    |
|                          | Edgar Nollner            | Whiskey Creek – Galena            | 39 km                    |
| január 30.               | George Nollner           | Galena – Bishop Mountain          | 29 km                    |
|                          | Charlie Evans            | Bishop Mountain – Nulato          | 48 km                    |
|                          | Tommy Patsy              | Nulato – Kaltag                   | 58 km                    |
|                          | Jackscrew                | Kaltag – Old Woman Shelter        | 64 km                    |
|                          | Victor Anagick           | Old Woman Shelter – Unalakleet    | 55 km                    |
| január 31.               | Myles Gonangnan          | Unalakleet – Shaktoolik           | 64 km                    |
|                          | Henry Ivanoff            | Shaktoolik – Shaktoolik közelében | 0 km                     |
|                          | Leonhard Seppala         | Shaktoolik közelében – Golovin    | 146 km                   |
| február 1.               | Charlie Olson            | Golovin – Bluff                   | 40 km                    |
|                          | Gunnar Kaasen            | Bluff – Nome                      | 85 km                    |

## Egyéb
A történetet 1995-ben rajzfilm formájában dolgozta fel a Steven Spielberg Amblimation animációs stúdiója, Balto címmel. A Simon Wells rendezte alkotás csak nagy vonalakban támaszkodik a valóságban történtekre.

## A távirat szövege
```
AN EPIDEMIC OF DIPHTHERIA IS ALMOST INEVITABLE HERE STOP I AM IN URGENT NEED OF ONE MILLION UNITS OF DIPHTHERIA ANTITOXIN STOP MAIL IS ONLY FORM OF TRANSPORTATION STOP I HAVE MADE APPLICATION TO COMMISSIONER OF HEALTH OF THE TERRITORIES FOR ANTITOXIN ALREADY STOP THERE ARE ABOUT 3000¢WHITE [sic] NATIVES IN THE DISTRICT
[
2
]
```